# Aeropuerto Internacional Rey Mswati III
El Aeropuerto Internacional Rey Mswati III (en inglés: King Mswati III International Airport) (IATA: SHO, ICAO: FDSK) originalmente llamado Aeropuerto Internacional Sikhuphe,  es un aeropuerto en el pequeño país africano de Suazilandia. Está previsto que reemplace al Aeropuerto Matsapha, que sirve principalmente como aeropuerto para las pequeñas compañías regionales como SA Airlink. Se ha previsto para manejar hasta 300.000 pasajeros al año.
La construcción comenzó en 2003 con un proyecto de $ 150 millones. El gobierno de Taiwán aportó USD 22 millones para su construcción.
Es parte de la iniciativa de inversión del proyecto del 9rey Mswati III $ 1bn para mejorar la posición de Suazilandia como un destino turístico, que sirve como puerta de entrada del turismo a los parques reserva de Suazilandia, las cataratas Victoria, Maputo, el Parque nacional Kruger y la reservas de caza de KwaZulu -Natal. Fue inaugurado en 2014.

## Aerolíneas y destinos
| Aerolíneas   | Destinos                                                   |
| ------------ | ---------------------------------------------------------- |
| Airlink      | Johannesburgo–O. R. Tambo                                  |
| Eswatini Air | Ciudad del Cabo, Durban, Harare, Johannesburgo–O. R. Tambo |